# Another Way (Secret Version)
Another Way (também conhecido como Another Way: Secret Version) é o primeiro EP do ator sul-coreano Kim Soo-hyun. Foi lançado em 14 de março de 2012.

## Informações
O EP foi o primeiro álbum independente de Kim Soo-hyun, que foi lançado um dia depois do lançamento de One and Only You hit da série The Moon that Embraces the Sun. O álbum contem quatro versões diferentes de sua faixa titulo Another Way.

## Lista de faixas
| N.º            | Título                                       | Duração |  |
| 1.             | "Another Way"                                | 4:50    |  |
| 2.             | "Another Way (Piano Version)"                | 2:42    |  |
| 3.             | "Another Way" (Instrumental)                 | 4:50    |  |
| 4.             | "Another Way (Piano Version)" (Instrumental) | 2:42    |  |
| Duração total: | Duração total:                               | 15:04   |  |

## Desempenho nas paradas
| Gráfico                 | Posição |
| ----------------------- | ------- |
| K-Pop Billboard Hot 100 | 38      |

## Histórico de lançamento
| País    | Data                | Formato      |
| ------- | ------------------- | ------------ |
| Mundial | 14 de março de 2012 | iTunes Store |